# Los Serrats (Llania)
Los Serrats és una serra de l'interior del terme municipal de Conca de Dalt, a la comarca del Pallars Jussà. Pertanyia a l'antic terme d'Hortoneda de la Conca.
Pertanyen a l'antiga quadra de Llania, al nord-oest d'Hortoneda, i s'estenen de nord-oest a sud-est, al vessant nord-est del Roc de Santa, a l'esquerra del barranc de la Molina.